# Dos or Die Recordings
Dos or Die Recordings is een Duits platenlabel, dat house, dance en trance uitbrengt. Het werd in maart 1994 opgericht door Uwe Papenroth en Andreas Schneider.
Het platenlabel Dos or Die Recordings is vooral bekend door de singles, die het heeft uitgebracht van onder andere DJ Quicksilver: I Have A Dream/Bellissima en Planet Love, van Aquagen: Lovemachine, Ian Van Dahl: Castles In The Sky, Reason, Will I?, Kosmonova: Danse Avec Moi!, Discover The World. Er zijn onder het label al meer dan 300 singles uitgebracht. Een sublabel van Dos or Die Recordings is Unlimited Sounds, dat onder andere de single California Dreamin' van de Royal Gigolos uitbracht.
Het kantoor van Dos or Die Recordings is gevestigd in Krefeld.